# Masaki Ōhashi
Pour les articles homonymes, voir Ōhashi.
Masaki Ōhashi (大橋 雅貴, Ōhashi Masaki) est un joueur japonais de hockey sur gazon évoluant au poste de défenseur à Tochigi Liebe et avec l'équipe nationale japonaise.

## Biographie
Ōhashi est né le 8 mai 1993 à Nikkō.

## Carrière
Il a fait partie de l'équipe nationale en juillet 2021 pour concourir aux Jeux olympiques d'été de 2020 à Tokyo.

## Palmarès
- : 1er aux Jeux asiatiques en 2018[2]
- : 2e au Champions Trophy d'Asie en 2021